# Денисенко Григорій Іванович
Григорій Іванович Денисенко (29 квітня 1919, Ходорів — 24 травня 1998, Київ) — український науковець, кандидат технічних наук (з 1956 року), доктор технічних наук (з 1963 року), професор (з 1964 року), член-кореспондент НАН України (з 1969 року), радник дирекції Інституту електродинаміки НАН України (з 1989 року).

## Біографія
Народився 29 квітня 1919 року в селі Ходорові (нині Миронівського району Київської області) в селянській родині. У 1929 році 10-річним хлопчиком став круглим сиротою і надалі виховувався у старшого брата, якого після закінчення Київського меліоративного інституту було направлено працювати в Чимкент. Згодом переїхав у Харків. Успішно склав іспити і вступив до електротехнічного інституту, але війна перервала навчання. Добровольцем пішов на фронт, був зарахований до Чугуївського полку, але скоро його відкликали з передової. Командування направило Григорія Івановича викладачем військового училища в Самарканді. Там він познайомився з майбутньою дружиною Зінаїдою Макарівною, яка теж народилася в Україні. Потім працював викладачем Вищої офіцерської школи самохідної артилерії, а у вересні 1946 року, маючи вже стаж викладацької роботи, став знову студентом 4-го курсу Львівського політехнічного інституту. Успішно закінчив навчання у 1948 році за спеціальністю електричні станції, системи та мережі.
Після закінчення інституту серед найкращих випускників був залишений у ньому викладачем. У 1948—1951 роках — працював старшим лаборантом, у 1951—1953 роках — керівник науково-дослідницького сектору. У 1953 році захистив кандидатську дисертацію. У 1953—1955 роках — старший викладач, у 1955—1959 роках — доцент, у 1959—1962 роках — декан енергетичного факультету, у 1962—1963 роках — проректор з навчальної роботи . В 1963 році захистив докторську дисертацію.
З 1963 по 1971 рік очолював Львівський політехнічний інститут. За розробку і створення комплексу навчальних корпусів Львівського політехнічного інституту був нагороджений премією Ради Міністрів СРСР.
26 грудня 1969 року обраний членом-кореспондентом Академії наук УРСР за спеціальністю «електричні мережі і системи».
У 1971—1987 роках працював ректором Київського політехнічного інституту. У 1987—1989 роках — завідувач відділу, керівник Відділення КЕС з ВДЕ ІЕД НАН України.
Був активним делегатом XXVI з'їзду КПРС і XXVII з'їзду Компартії України. На XXVII з'їзді Компартії України обирався членом ЦК КПУ. Депутат Київської міськради кількох скликань.

Могила Григорія Денисенка

Жив у Києві. Помер 24 травня 1998 у Києві. Похований на Байковому кладовищі.

## Наукова діяльність
Дослідження електромагнітних та енергетичних процесів в електричних мережах, аналіз надійності їх роботи, розробка принципових основ використання відновлюваних джерел енергії та побудова комбінованих систем енергопостачання на їх основі.

### Праці
Підготував більш ніж 270 наукових публікацій, 7 монографій та отримав 22 авторські свідоцтва. Праці присвячені дослідженню одночасної передачі електроенергії змінним і постійним струмом по загальних проводах, проблемам створення математичних моделей передачі енергії пульсуючим струмом, вивченню електромагнітних процесів у таких передачах, використання енергії сонця, вітру, води в народному господарстві. Основні праці:
- «Одночасна передача електричної енергії постійним і змінним струмами загальними лініями передач» (1969);
- «Відновлювальні джерела енергії» (1983);
- «Електричні системи і мережі» (1986);
- «Передача електричної енергії пульсуючим струмом» (1971).

Велике значення Г. І. Денисенко надавав міжнародному науковому співробітництву. Його наукові праці опубліковані в США, Великій Британії, Японії.

## Нагороди та почесні звання
«Заслужений діяч науки УРСР» з 1969 року. Почесний доктор Вроцлавського політехнічного інституту.
Указом Президії Верховної Ради СРСР від 8 серпня 1986 року за великий внесок у підготовку висококваліфікованих фахівців для народного господарства і розвиток наукових досліджень ректору Київського політехнічного інституту імені 50-річчя Великої Жовтневої соціалістичної революції Григорію Івановичу Денисенку присвоєно звання Героя Соціалістичної Праці з врученням ордена Леніна і медалі «Серп і Молот».
Нагороджений трьома орденами Леніна (1967, 1981, 1986), орденами Жовтневої революції (1971), Трудового Червоного Прапора.

## Пам'ять

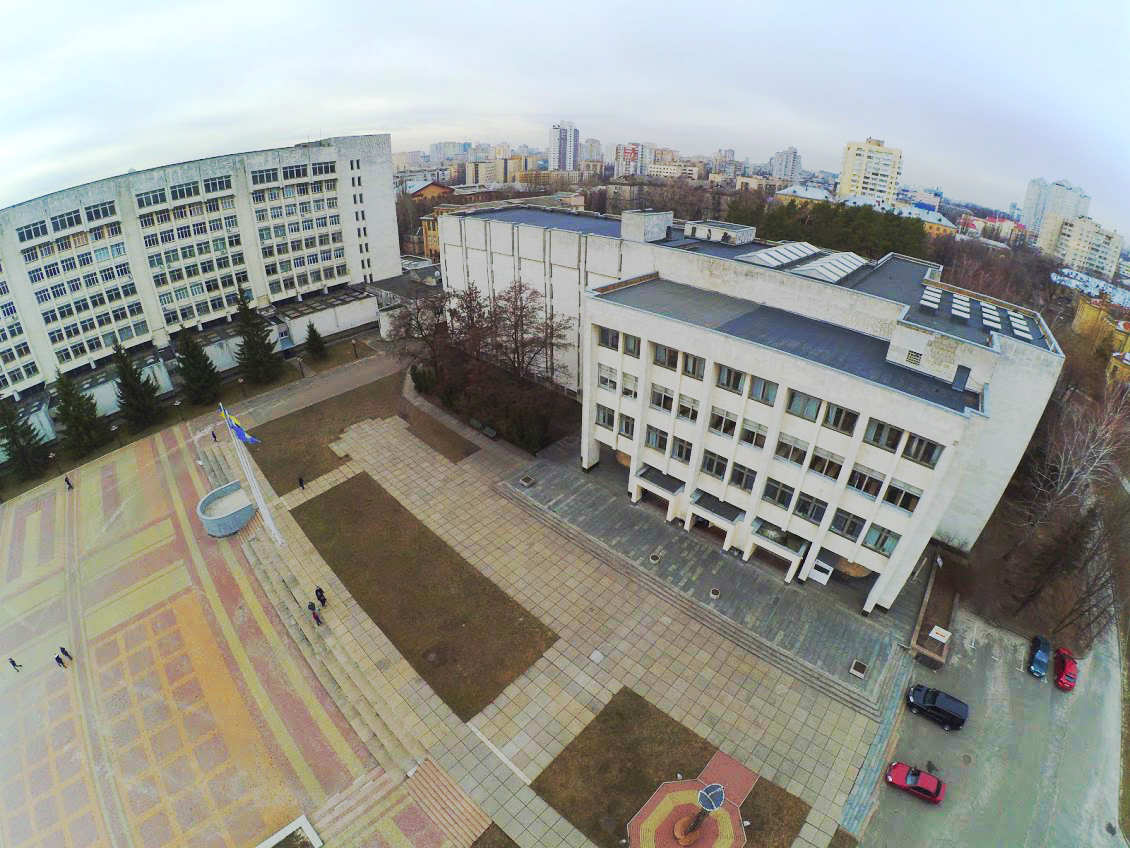
Науково-технічна бібліотека ім. Г. І. Денисенка НТУУ «КПІ»

Іменем Григорія Денисенка названа Науково-технічна бібліотека Київського політехнічного інституту, на фасаді будівлі якої у 1987 році встановлено анотаційну дошку.
Гіпсовий барельєф встановлено на першому поверсі в коридорі 1-го корпусу Київського політехнічного інституту за адресою: Берестейський проспект, 37.